# روبين بلانكو
روبين بلانكو فيغا (بالإسبانية: Rubén Blanco Veiga)‏ (مواليد 25 يوليو 1995) هو لاعب كرة قدم إسباني، يلعب في نادي سيلتا فيغو ب في مركز حارس المرمى.

## وصلات خارجية
- روبين بلانكو على موقع الاتحاد الأوربي (الإنجليزية)
- روبين بلانكو على موقع إي إس بي إن إف سي (الإنجليزية)
- روبين بلانكو على موقع قاعدة بيانات كرة القدم.إي يو (الإنجليزية)
- روبين بلانكو على موقع ليكيب (الفرنسية)
- روبين بلانكو على موقع Soccerbase.com (لاعب) (الإنجليزية)
- روبين بلانكو على موقع Soccerway.com (الإنجليزية)
- روبين بلانكو على موقع عالم كرة القدم.نت (الإنجليزية)
- روبين بلانكو على موقع كووورة
- روبين بلانكو على موقع AS.com (الإسبانية)

- BDFutbol profile
- Futbolme profile (بالإسبانية)